# Wiżulany
Wiżulany (lit. Vyžulionys; pol. hist. Wieżulany) – kolonia na Litwie, w okręgu wileńskim, w rejonie wileńskim, w gminie Podbrzezie, nad jeziorem Wiżulany.
Współcześnie w skład miejscowości wchodzi dawny majątek ziemski Wiżulany i osada Wiżulańska Kolonia.

## Historia
Pod zaborami folwark i zaścianek. W XIX i w początkach XX w. położone były w Rosji, w guberni wileńskiej, w powiecie wileńskim, w gminie Podbrzezie. Stanowiły wówczas siedzibę okręgu wiejskiego. Po I wojnie światowej pod administracją polską, w Zarządzie Cywilnym Ziem Wschodnich. W latach 1920–1922 w składzie Litwy Środkowej.
Od 11 kwietnia 1922 leżały w Polsce, w województwie wileńskim, w powiecie wileńsko-trockim, w gminie Podbrzezie. W 1931 miejscowość liczyła:
- majątek Wiżulany – 55 mieszkańców, zamieszkałych w 5 budynkach,
- osada Wiżulańska Kolonia – 4 mieszkańców, zamieszkałych w 1 budynku[2].

Po II wojnie światowej w granicach Związku Sowieckiego. Od 1991 na niepodległej Litwie.

## Majątek Wiżulany
Od XIX w. majątek Wiżulany należał do Wróblewskich herbu Ślepowron. Jego kolejnymi właścicielami byli Franciszek Wróblewski, jego syn Ludwik Wróblewski, syn Ludwika, Bronisław Wróblewski i wdowa po Bronisławie, Krystyna Wróblewska. Wróblewscy opuścili Wiżulany na początku 1945.

### Dwór w Wiżulanach
Znajduje tu się modernistyczny pałacyk (dwór) z początku XX w. Został on zbudowany w 1906 przez wileńskiego lekarza Ludwika Wróblewskiego i był własnością rodziny do 1945. Po znacjonalizowaniu przez komunistów, służył jako sanatorium, a następnie do 2003 jako szpital gruźliczy. Po 2003 budynek, który pozostawał własnością Ministerstwa Ochrony Zdrowia Litwy, był nieużytkowany i niszczał. W 2022 dawny dwór przeszedł w zarząd należącego do litewskiego skarbu państwa Banku Nieruchomości i w 2023 rozpoczęto proces jego prywatyzacji. Budynek figuruje w rejestrze zabytków kulturowych.
Dwór otoczony jest przez powstały razem z nim park, który od 1958 jest chroniony prawnie jako pomnik przyrody.

## Ludzie związani z miejscowością
- Franciszek Wróblewski – polski lekarz, właściciel Wiżulanów[6]
- Ludwik Wróblewski – polski lekarz, właściciel Wiżulanów[6]
- Bronisław Wróblewski – polski teoretyk prawa i kryminolog, profesor nauk prawnych, właściciel Wiżulanów[6]
- Krystyna Wróblewska – polska graficzka i malarka, właścicielka Wiżulanów[6]
- Jerzy Wróblewski – polski teoretyk prawa, profesor nauk prawnych, rektor Uniwersytetu Łódzkiego, pochodzący z Wiżulanów[6]
- Andrzej Wróblewski – polski malarz, historyk sztuki i krytyk sztuki, pochodzący z Wiżulanów[6]